# Buffalo Bisons
Buffalo Bisons byl profesionální americký klub ledního hokeje, který sídlil v Buffalu ve státě New York. Své domácí zápasy "Bizoni" hráli v Memorial Auditorium. Klub působil v soutěži od roku 1940, kdy v ní nahradil celek Syracuse Stars, do roku 1970, kdy ukončil svoji působnost, protože v jeho aréně začal hrát nově vzniklý klub NHL, který je její součástí dodnes - Buffalo Sabres. Pod stejným názvem Buffalo Bisons hrál v letech 1928-36 hokejový klub z Ontaria, dnes název užívá například klub nižší soutěže v baseballu.
Mužstvo dělalo záložní celek klubům NHL Montreal Canadiens, Chicago Blackhawks a New York Rangers. Dres mužstva oblékal například Brad Park či Al Dewsbury a trénoval jej ve 40. letech Eddie Shore, který je podepsaný pod dvěma mistrovskými tituly. Celkem pětkrát se radovali hráči Bisons ze zisku Calder Cupu, což je řadí na páté místo historické tabulky (v době ukončení působnosti klubu měli více primátů pouze Cleveland Barons)

## Úspěchy klubu
Zdroj: 
- Vítěz AHL - 5x (1942/43, 1943/44, 1945/46, 1962/63, 1969/70)
- Vítěz základní části - 5x (1945/46, 1953/54, 1958/59, 1962/63, 1968/69)
- Vítěz divize - 8x (1942/43, 1944/45, 1945/46, 1949/50, 1950/51, 1962/63, 1968/69, 1969/70)

## Klubové rekordy
Góly: 267, Larry Wilson
Asistence: 429, Larry Wilson
Body: 696, Larry Wilson
Trestné minuty: 911, Ed Van Impe
Sezon: 13, Larry Wilson
Odehrané zápasy: 784, Larry Wilson